# Jan Hilbert Vávra

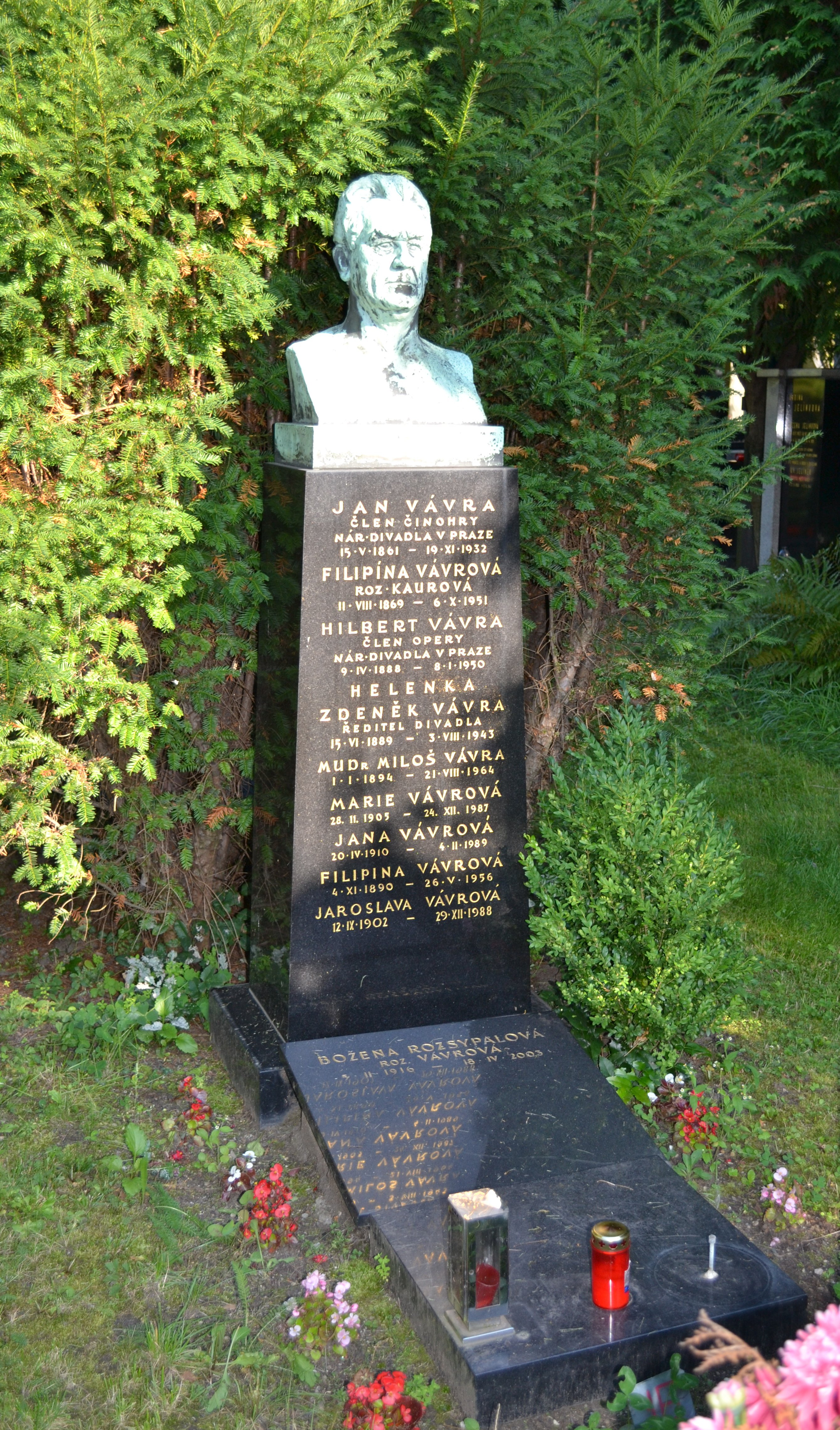
Hrob pěvce Jana Hilberta Vávry, člena ND na Vinohradském hřbitově v Praze

Jan Hilbert Vávra, křtěný Jan Josef Jaromír, uváděn též jako Hilbert Vávra (9. dubna 1888 Praha – 8. ledna 1950 Praha), byl český operní pěvec, hudební pedagog, malíř a sochař.

## Život
Narodil se v Praze v rodině herce Národního divadla Jana Vávry a eho manželky Filipiny, rozené Kaurové. Rod Vávrů byl starobylý, jeho děd Jan Vávra byl mlynářem a z jeho šesti synů byli tři úspěšní umělci spjatí z Národním divadlem. Jan Hilbert měl mladšího bratra Miloše, který vystudoval medicínu, ale celý svůj život "ochotničil". Jeho strýčkové Antonín a Václav Vávrové byli členové Národního divadla. Matka Filipina, rozená Kaurová, pocházela z rodiny architektů, jejím dědečkem byl ing. arch. Josef Kaura starší, otcem byl pražský architekt Josef Kaura mladší (1843-1898).
V umělecké tradici rodiny pokračoval i on. Zpěvu ho zprvu učil jeho strýc Antonín Vávra a později v letech 1906–1907 se školil u italského barytonisty a pedagoga Mattia Battistiniho. Následně se studiu věnoval také v Berlíně (1913–1914) a mezi roky 1914 až 1915 pokračoval ve studiu u barytonisty Dinha Gillyho v Paříži. Mezi tím se roku 1913 v Praze oženil s Boženou Fuchsovou (1889), se kterou měl dcery Boženu provdanou Rozsypalovou (1916-2003) a Janu (1920). Po rozvodu se v roce 1937, oženil s Janou Čechovou (1910-1989), s kterou měl dceru Jelenu (1937-1941).
Kromě herectví se věnoval rovněž malbě a sochařině. V těchto oborech mu byli učitelé Jaroslav Šetelík (malba), Hanuše Folkmann a Jaroslav Brůha (v sochařství). Vávra tvořil hlavně portréty a busty hudebních osobností.
V roce 1911 se stal sólistou opery opavského německého divadla, kde absolvoval svůj divadelní debut. V následujícím roce hostoval v Národním divadle v roli Evžena Obětina a v červnu téhož roku vystoupil v opeře Nikolaje Rimského-Korsakova „Sněguročka“ v roli Mizgira, tehdy již jako člen Národního divadla. V Národním divadle setrval s přestávkami v letech 1914, 1916, a 1919 až do roku 1930. Později zde však ještě několikrát hostoval. V letech 1932–1933 byl ředitelem divadla Uranie a byl také dlouholetým pedagogem, neboť v letech 1939–1950 vyučoval zpěv na pražské konzervatoři.
Jan Hilbert Vávra hostoval i na jiných operních a operetních scénách: v Národním divadle Brno (1911–1916, konec 20. let), ve Východočeském divadle (1919, 1927), v Divadle na Vinohradech (1919, 1931), v Národním divadle moravskoslezském v Ostravě (1925), v divadle Uranie (1929), ve Velké operetě (1930) a v Malé operetě (1931). Zajímal se jako všestranný umělec i o loutkové divadlo, v roce 1917 např. realizoval a inscenoval maňáskové představení opery „Čarostřelec“. Objevil se jednou rovněž ve filmu v malé roli zpěváka v hospodě „U kanónu“ v Lamačově a Burianově slavné komedii. „C. a k. polní maršálek“ (1930).
Jan Hilbert Vávra zemřel 8. ledna 1950 v Praze a pohřben byl v rodinné hrobce na Vinohradkém hřbitově s bustou svého otce, kterou sám vytvořil.
Ve Vávrově uměleckém životě bylo období, kdy se věnoval převážně svým malířským a sochařským aktivitám. Objektem jeho zájmu byli vynikající umělci z řad členů Národního divadla a další významné osobnosti tehdejšího veřejného života.

## Významné role na scéně Národního divadla v Praze (výběr)
- 1892–1893 v roli Silvia v opeře R. Leoncavalla Komedianti
- 1895–1896 v roli Valentina v opeře Ch. Gounoda Faust a Markéta
- 1900–1901 v rolích Dona Josého a Morallese v opeře G. Bizeta Carmen
- 1902–1903 v roli Radovana v opeře B. Smetany Libuše
- 1903–1904 v roli Evžena Oněgina v opeře P. I. Čajkovského Evžen Oněgin
- 1908–1909 v rolích Míchy a Jeníka v opeře B. Smetany Prodaná nevěsta
- 1909–1910 v roli Bohuše z Harasova v opeře A. Dvořáka Jakobín
- 1910–1911 v roli Kiliana v opeře C. M. von Webera Čarostřelec
  - v roli Cesare Angelottiho v opeře G. Pucciniho Tosca
- 1911–1912 v roli Lovce v opeře A. Dvořáka Rusalka
- 1912–1913 v roli Renata v opeře G. Verdiho Maškarní ples
  - v roli Belamyho v opeře A. Maillarta Poustevníkův zvonek
- 1913–1914 v roli Knížete v opeře A. Dvořáka Šelma sedlák
- 1914–1915 v roli Jiřího Germonta v opeře G. Verdiho Violetta
- 1918–1919 v roli Fréderica v opeře L. Delibese Lakmé
- 1919–1920 v roli Dona Juana v opeře W. A. Mozarta Don Juan
  - v roli Malíře v opeře G. Charpentiera Louisa
- 1920–1921 v roli Fentona v opeře G. Verdiho Falstaff
- 1921–1922 v roli Pelléase v opeře C. Debussyho Pelleas a Melisanda
  - v roli Hraběte z Luny v opeře G. Verdiho Trubadúr
- 1925–1926 v roli Alfonsa v opeře Z. Fibicha Bouře 
  - v roli Dr. Lišky v operetě J. Strausse ml. Netopýr
- 1926–1927 v roli Pinga v opeře G. Pucciniho Turandot
  - v roli Alberta v opeře J. Masseneta Werther
- 1927–1928 v roli Benátského hosta – trhovce v opeře N. A. Rimského-Korsakova Sadko
- 1928–1929 v roli Státního zástupce v opeře O. Jeremiáše Bratři Karamazovi
  - v roli Lumíra v opeře A. Dvořáka Vanda
- 1929–1930 v roli Paula Aubiera v operetě R. Heubergera Ples v opeře
- 1930–1931 v roli Spalanzaniniho v opeře J. Offenbacha Hoffmannovy povídky
- 1935–1936 v roli Figara v opeře G. Rossiniho Lazebník sevillský
- 1944–1945 v roli Květenského v opeře F. Škroupa Dráteník

## Umělecké dílo (výběr)
- Pamětní deska Rudolfa Zamrzly na jeho rodném domě v Rokycanech[5]

## Výstavy
- 1943 – Rubešův salon, Topičův salon, Mazáčova síň

## Galerie

Jan Hilbert Vávra, Interiér chrámu, akvarel
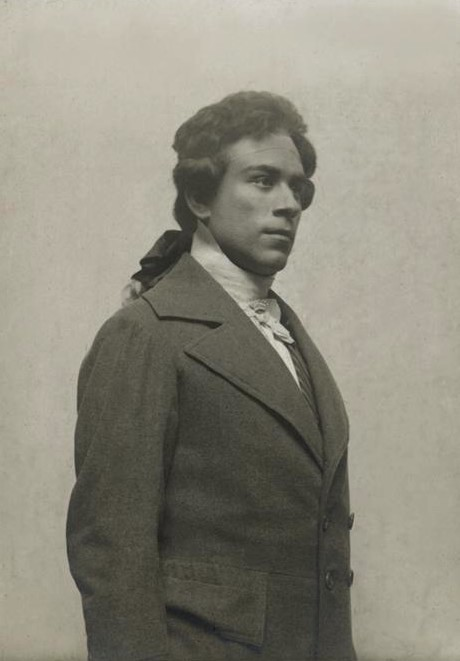
Hilbert Jan Vávra jako Albert (opera Werther) 1902
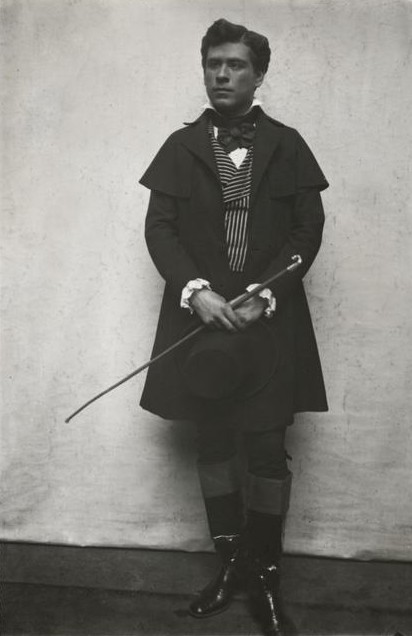
Hilbert Jan Vávra jako Evžen Oněgin (opera Evžen Oněgin) 1903
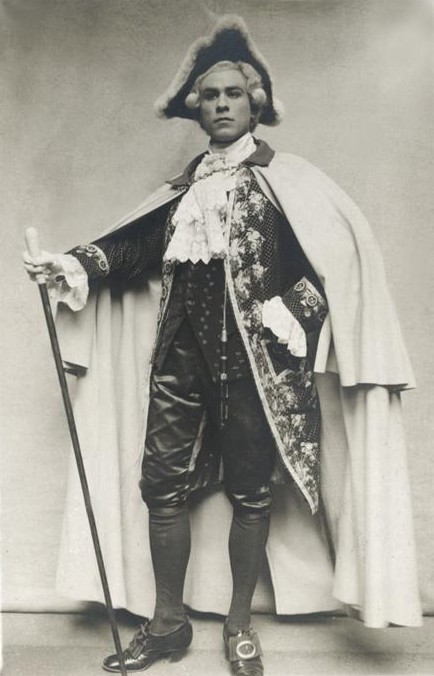
Hilbert Jan Vávra jako Kníže (opera Šelma sedlák) 1920
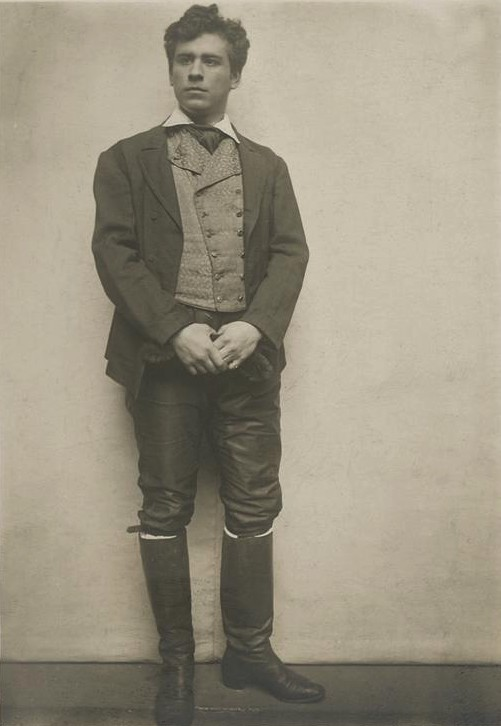
Hilbert Jan Vávra jako Tomeš (opera Hubička) 1909
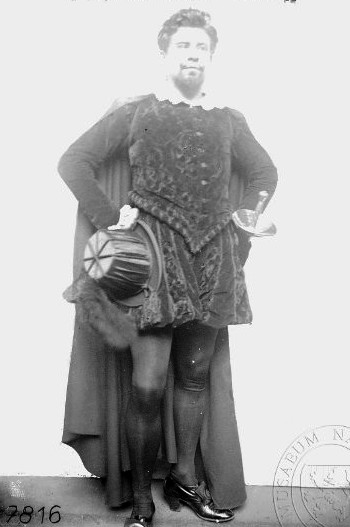
Vávra Hilbert jako Don Juan (opera Don Juan) 1 ¼ 20. stol.
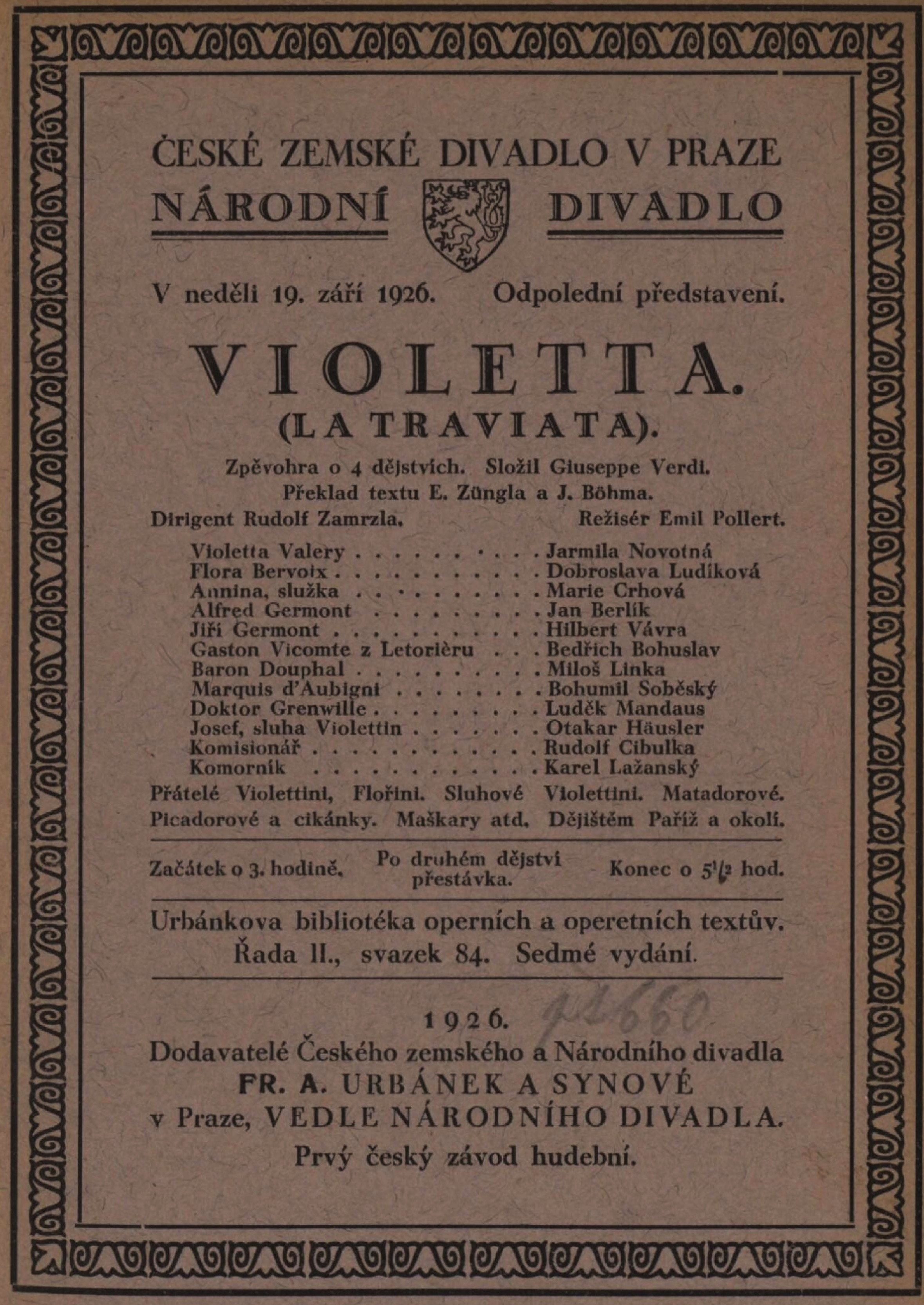
Violetta (opera), plakát, nakladatel:Fr. A. Urbánek a synové, 1926